# 모르텐 유프비크
모르텐 유프비크(노르웨이어: Morten Djupvik, 1972년 4월 27일 ~ )는 노르웨이의 승마 선수이다.
유프비크는 2008년 베이징 하계 올림픽때 단체 점프에서 스테인 엔드레센, 게이르 굴리크센, 토니 안드레 한센과 함께 노르웨이 대표팀의 일원으로서 원래 동메달을 획득했다. 그러나 노르웨이 대표팀은 동메달을 잃었고 토니 안드레 한센의 실격으로 다음날 경기에서 10위를 했다.

## 참조
1. ↑  “모르텐 유프비크”. 《베이징 올림픽》. Yahoo! Sports. 2008년 8월 8일에 확인함.
2. ↑  “노르웨이의 승마 선수, 동메달 박탈”. 《CBC News》. 2008년 12월 22일.